# Near Space Network
Le Near Space Network (en français réseau pour l'espace proche) ou NSN est l'ensemble des équipements au sol (stations terriennes) et spatiaux (satellites relais TDRS) utilisés par l'agence spatiale américaine, la NASA, pour communiquer avec les missions spatiales situées en orbite terrestre et en orbite lunaire. Le NSN est géré par le Centre de vol spatial Goddard. Le NSN comprend deux composantes : un réseau d'une vingtaines de stations terriennes réparties sur le globe et gérés en partie par d'autres organisations ou sociétés et une constellation de satellites géosynchrones TDRS, qui permet de maintenir des communications continues entre les engins spatiaux et le sol. Le NSN est complété par le Deep Space Network qui regroupe les stations terrestres assurant les liaisons avec les engins spatiaux de la NASA opérant dans l'espace planétaire ou à la surface d'autres corps célestes (Mars...). Le NSN résulte de la fusion du Near Earth Network et du Space Network.

## Historique
À la fin de la Seconde Guerre mondiale, les ingénieurs américains, qui développent les missiles balistiques et les fusées-sondes adaptent les systèmes mis au point durant le conflit (radars conventionnels, moyens optiques) pour effectuer le suivi de leurs engins. Ils mettent également au point un nouveau système de suivi qui exploite des techniques utilisées en radioastronomie : un répondeur radio de petite taille est installé sur la fusée et deux stations au sol séparés par une distance connue déterminent la position de la fusée en exploitant le décalage de phase des signaux (interférométrie radio). Cette technique est d'abord utilisée par l'Armée de l'Air pour le suivi de ses missiles (système Azusa). Au début des années 1950 le laboratoire Naval Research Laboratory (NRL) de la Marine de guerre américaine  adapte ce système pour les lancements de sa fusée-sonde Viking. Lorsque les États-Unis décident de lancer leur premier satellite artificiel pour l'année géophysique internationale de 1958, deux lanceurs sont proposés : l'Armée de Terre propose son projet Orbiter auquel est associé un système de suivi optique  tandis que la NRL  propose d'utiliser son projet fusée Vanguard auquel est associé un système de suivi radio  qui est baptisé Minitrack. Celui-ci repose sur un réseau de stations terriennes et un répondeur embarqué pesant seulement 370 grammes (d'où l'appellation du système). Les stations Minitrack, qui sont équipées d'antennes Yagi, prennent également en charge la réception des télémesures et la transmission des commandes. L'analyse des signaux radio est effectuée par un ordinateur IBM 704 installé à Washington. Le lanceur de la NRL est sélectionné fin 1955 en partie grâce à son système de suivi. Une chaine de 9 stations est créée entre les latitudes 45° Nord et Sud pour pouvoir suivre l'orbite du premier satellite artificiel qui doit être lancé depuis la base de Cape Canaveral. En octobre 11 stations sont finalement opérationnelles. À la suite de la création de la NASA en 1958, le projet Vanguard est affecté au centre de vol spatial Goddard.
Au début des années 1960, la NASA dispose de trois réseaux de stations terriennes lui permettant de communiquer avec ses engins spatiaux  : 
- Le STADAN (Space Tracking and Data Acquisition Network) développé à partir du réseau Minitrack  qui a été développé par le Jet Propulsion Laboratory est utilisé pour les missions scientifiques en orbite basse.
- Le MSFN (Manned Space Flight Network) est un réseau de stations terriennes développés pour les missions avec équipages des programmes Mercury et Gemini. Contrairement au STADAN il permet la transmission de vidéos et les communications vocales.
- Le Deep Space Network est un réseau des stations terriennes consacrées aux communications avec les missions interplanétaires qui nécessitent des caractéristiques techniques spécifiques : taille des antennes, puissance du signal.

## Description
Pour gérer les communications avec ses engins spatiaux situés dans l'espace, l'agence spatiale américaine, la NASA, utilise trois réseaux, :
- Un réseau d'une vingtaine de stations terriennes équipés d'antennes paraboliques, le Near Earth Network, qui sont utilisées pour communiquer avec les engins spatiaux circulant en orbite terrestre basse, moyenne ou haute (dont géosynchrone) ainsi qu'avec les missions lunaires.
- Un réseau de trois stations terriennes situées à Goldstone (Californie), près de Madrid (Espagne) et près de Canberra (Australie) équipées d'antennes de grande taille (70 mètres).
- Une constellation de satellites relais TDRS circulant en orbite géosynchrone qui permettent de supprimer les discontinuités dans les communications entre les engins spatiaux et le sol et d'assurer un meilleur suivi des mises en orbite. Cette constellation associée à six stations terriennes qui assurent la liaison avec le sol, forme le Space Network.

Depuis 2021, le Near Space Network regroupe les deux réseaux permettant de communiquer avec les orbites terrestres et lunaires c'est-à-dire le Space Network et le Near Earth Network. L'ensemble est géré par le Centre de vol spatial Goddard.
Au sein de la NASA, le Near Space Network fait partie du Space Communications and Navigation (SCaN) elle-même division de la direction du programme spatial habité (Human Exploration and Operations Mission). 

## Équipements

### Les stations terrestres duNear Earth Network
Le réseau Near Earth Network de la NASA comprend une vingtaine de stations terriennes répartis sur l'ensemble du globe terrestre pour assurer la meilleure couverture possible de l'orbite. en effet les satellites circulant en orbite basse (la plus utilisée) n'est visible par une station terrienne que durant quelques minutes). Pour réduire les couts de gestion, la NASA pour compléter la couverture assurée par son parc de stations terriennes fait appel à des opérateurs de réseaux externes (publics ou privés) : sociétés Swedish Space Corporation, au Kongsberg Satellite Services,  à l'agence spatiale de l'Afrique du Sud et à l'agence américaine NOAA.

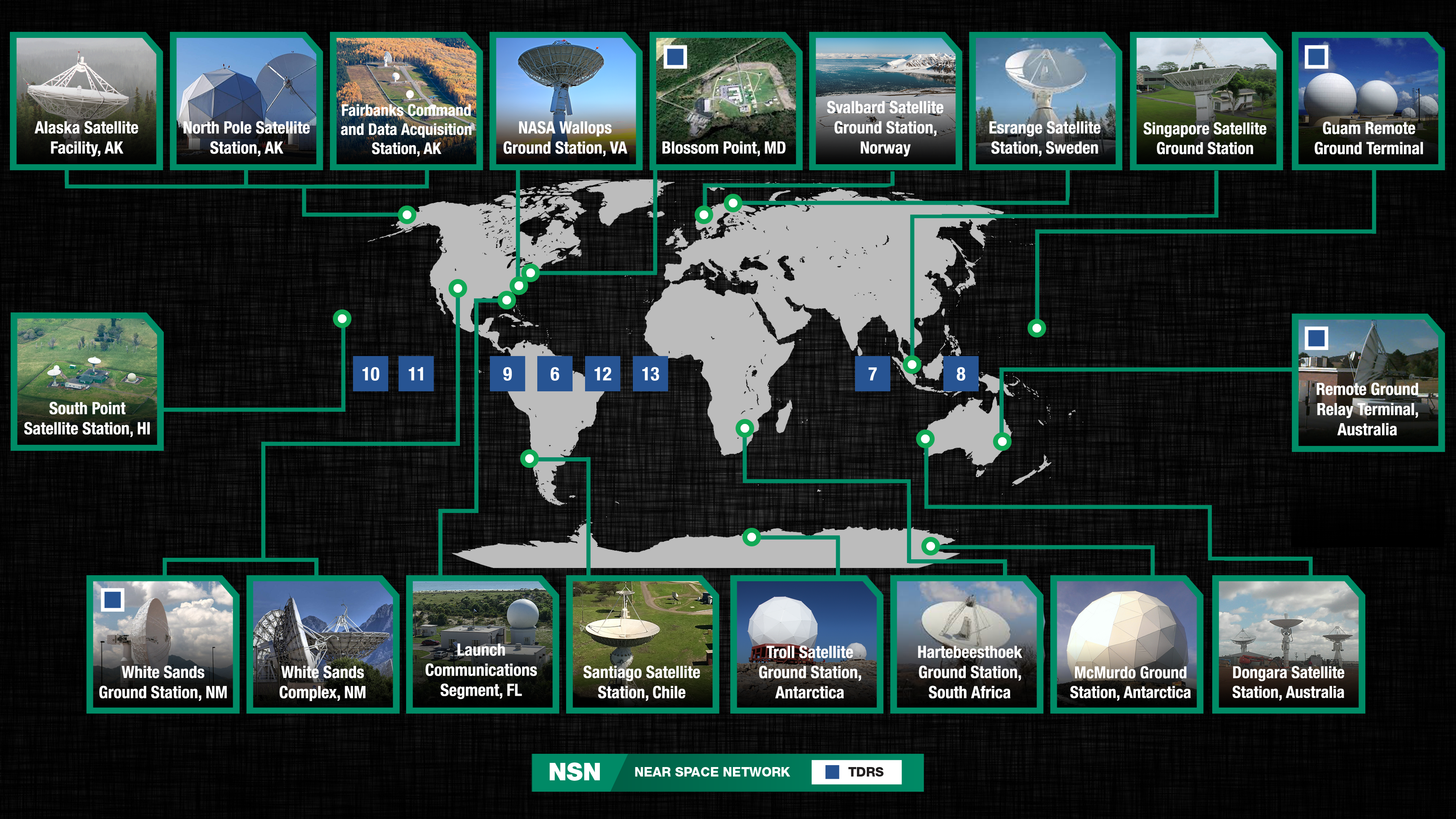
Le réseau de stations terriennes Near Earth Network de la NASA regroupe des stations détenues en propre mais aussi des stations détenues par d'autres entités. Les carrés bleus signalent les stations terriennes assurant la liaison avec les satellites relais TDRS (dont la position sur l'équateur est indiquée : carré bleu avec un chiffre).

Le réseau  géré directement par la NASA comprend les stations suivantes : 
- La station terrienne de Fairbanks (Alaska) équipée d'antennes parabolique de 11,3, 11 et 9 mètres fonctionnant en bande S et X.
- La station du centre spatial Kennedy (Floride)  dotée d'une antenne de 6,1 mètres fonctionnant en bande S.
- La station Ponce de Leon sur le même site utilisant le même équipement.
- La station de Wallops en Virginie dotée d"antennes de 11 et 5 mètres fonctionnant en VHF, bande S et X.
- La station de White Sands au Nouveau-Mexique dotée d'une antenne de 18,3 mètres fonctionnant en VHF et en bande S et Ka.
- Une deuxième station située à White Sands   dotée d'une antenne de 11 mètres fonctionnant en VHF et en bande S et Ka.
- La station de McMurdo en Antarctique équipée d'une  antenne de 10 mètres fonctionnant en bande S et X.

Gérée par la NOAA : 
- Une deuxième station à Fairbanks (Alaska) qui regroupe une dizaine d'antennes paraboliques fonctionnant en bande W,S,KA,VHF,L et S.

Gérées par Kongsberg :
- La station de Singapour dotée d'une antenne de 9,1 mètres fonctionnant en  en bande S et X.
- La station de Svalbard (Norvège) équipée de deux antennes de 11,3 mètres et d'une antenne de 13 mètres fonctionnant en  en bande S et X.
- La station de Trollsat en Antarctique dotée  de deux antennes de 7,3 mètres fonctionnant en bande S et X.

Gérée par l'Agence spatiale de l'Afrique du Sud :
- La station de Hartebeesthoek (Afrique du Sud) équipée d'antennes de 10 et 12 mètres fonctionnant en  en bande S et X.

Gérées par la Swedish Space Corporation :
- La station de Kiruna en Suède  dotée  de deux antennes de 13 mètres fonctionnant en bande S et X.
- La station de Santiago au Chili équipée d'antennes de 9, 12 et 13 mètres fonctionnant en  en bande S.
- La station du Pôle Nord en Alaska équipée d'antennes de 5, 7,3, 11 et 13 mètres fonctionnant en bande S et X.
- La station de Dongara en Australie équipée d'une antenne de 13 mètres fonctionnant en  en bande S et X.
- La station de Hawaï  dotée  de deux antennes de 13 mètres fonctionnant en bande S et X.

## LeSpace Networkconstellation de satellites relais TDRS
Le Space Network repose sur une constellation de satellites relais TDRS  circulant sur une orbite géosynchrone à une longitude fixe avec une inclinaison orbitale réduite (16°) et répartis sur trois positions à peu près équidistantes en longitude (au-dessus de l'Océan Pacifique, de l'Océan Atlantique et de l'Océan Indien). Ces  satellites relaient les communications des satellites circulant en orbite basse et leur permettent de communiquer sans interruption avec la Terre quelle que leur position. Ils sont également utilisés pour suivre de manière continue les lancements. En 2021 le système TDRS prend en charge les liaisons avec environ 25 engins spatiaux dont la Station spatiale internationale, le télescope spatial Hubble et de nombreux satellites d'observation de la Terre comme GPM, Terra et Aqua. Dix satellites TDRS sont opérationnels : quatre de première génération, trois de deuxième génération et trois de troisième génération. Deux satellites ont été retirés et placés sur une orbite de rebut. Les communications avec la Terre utilisent six stations terriennes dont les deux principales sont situées à White Sands (Nouveau-Mexique) et dans l'île de Guam (Océan Pacifique). En 2021, sur les douze satellites lancés, huit sont opérationnels dont deux sont en réserve et deux ne sont plus opérationnels et ont été placés sur une orbite de rebut.  

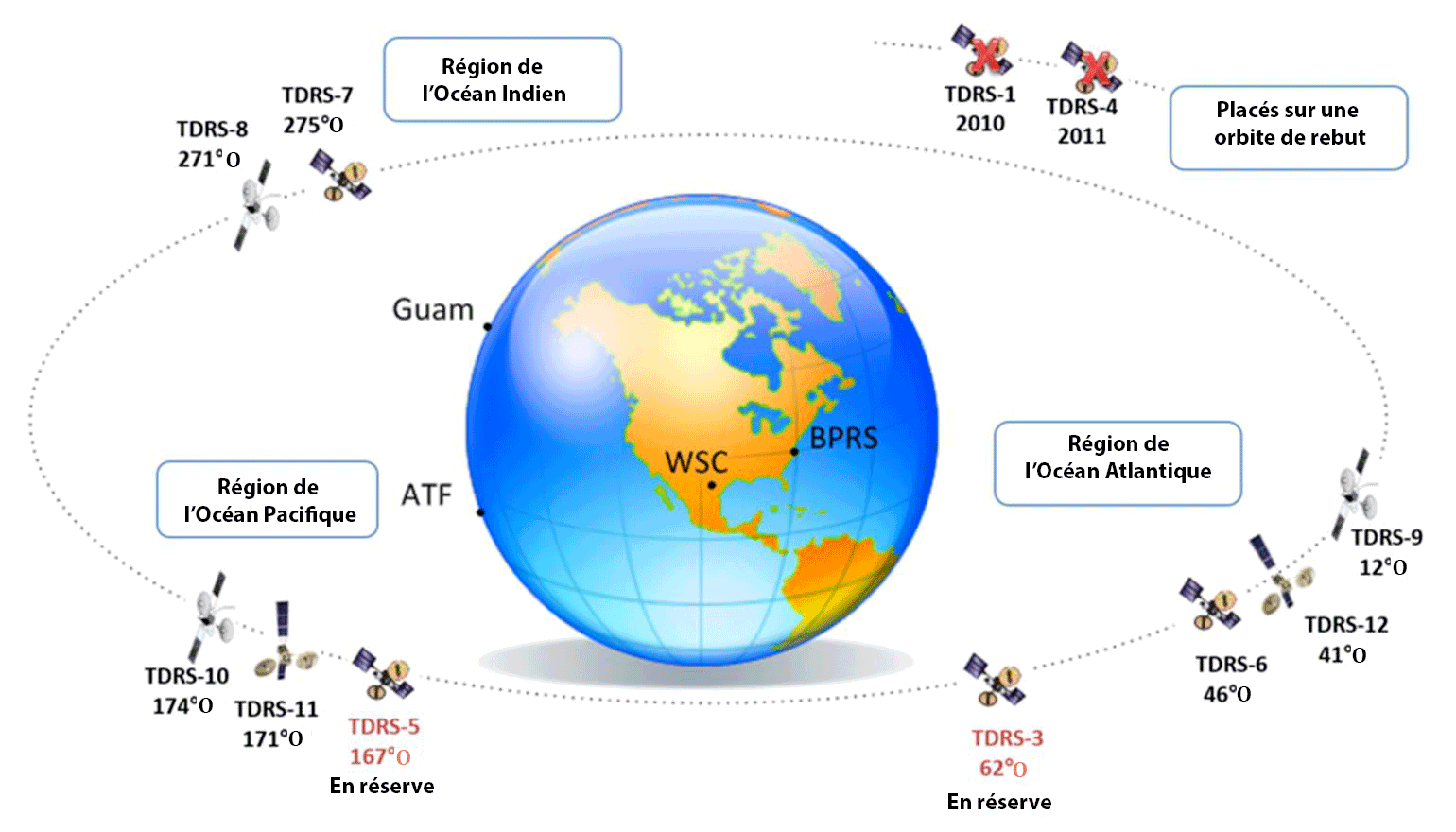
Configuration de la constellation de satellites TDRS en 2016 (identique en 2021).